# Averbruch
Averbruch ist ein Stadtteil von Dinslaken unmittelbar am Unterlauf der Emscher, hat 6385 Einwohner (Stand Dezember 2020) und liegt im Süden der Stadt an der Grenze zum Duisburger Stadtbezirk Walsum.
In Urkunden aus den Jahren um 1500 wird Averbruch erwähnt. Es handelte sich um ein von wenigen Höfen besiedeltes Feuchtgebiet (Bruch). 1950 wird Averbruch in einer Statistik bereits mit 1992 Einwohnern geführt. Der Ort wird im Westen durch die Autobahn A59, welche Averbruch von Vierlinden trennt, im Norden von der Innenstadt, im Osten von Hiesfeld und Barmingholten und im Süden und von Wehofen begrenzt. Averbruch ist in Wohn- und Gewerbegebiete geteilt. Im Süden befinden sich die bis zu 70 m über NN liegenden  Halden der ehemaligen Zeche Wehofen sowie eine Mülldeponie, gegen deren Erweiterung Bürgerproteste laufen. Zum Siedlungsbezirk Averbruch gehört der kleine Ort Wehoferbruch.
Der Ortsteil ist durch die Buslinie 19 und die Straßenbahnlinie 903 des Verkehrsverbundes Rhein-Ruhr an das Nahverkehrsnetz angeschlossen. Er liegt an der Landesstraße 1 und an der Bundesstraße 8.